# 4245 Nairc
A 4245 Nairc (ideiglenes jelöléssel 1981 UC10) a Naprendszer kisbolygóövében található aszteroida. A Bíbor-hegyi Obszervatórium fedezte fel 1981. október 29-én.